# Гонзатти, Дарио
Дарио Гонзатти (ум. бухта Сан-Фруттуозо, 1947) — один из первых итальянских дайверов, изобретатель аквалангов.
C 1943 года Гонзатти создавал первые прототипы аквалангов с ребризером замкнутого цикла, используя респираторы военно-морского флота.
Он сам был испытателем новых конструкций, работал в группе с Egidio Cressi и Duilio Marcante.
Есть мнение, что в своё время он был лучшим итальянским дайвером, первопроходцем в этой области.
В 1947 году Гонзатти погиб во время испытаний в бухте Сан-Фруттуозо.
По идее, предложенной дайвером Дуилио Марканте, в память о его гибели была установлена статуя Христос из бездны, которую выполнил Гвидо Галлети.